# しゅっぱつ、進吾!!
『しゅっぱつ、進吾!!』（しゅっぱつ、しんご!!）は、はしもとみつお・作画、末田雄一郎・原作による日本の漫画。2006年から2009年にかけて『まんがタイム』（芳文社）にて連載していた（※4コマ漫画ではない）。

## 内容
架空の鉄道会社である「大昭和電鉄」の「遊山駅」に配属された新米駅員 五十嵐 進吾が人とのふれあいを持って一人前の駅員へ成長していく。
作品内容としては、現代（2006年以降）の片田舎の駅と町を舞台に、1990年代にそれぞれ描かれた原作者による『駅員ジョニー』と、作画側による『STATION』の世界観を足して割ったようなエピソードが多い。

## 所収
芳文社より「まんがタイムコミックスストーリー」のレーベルで単行本化されている。
- 第1巻 2008年6月22日発行 ISBN 978-4-8322-6645-2

連載は終了しているが、続刊は未定である。